# Sector público

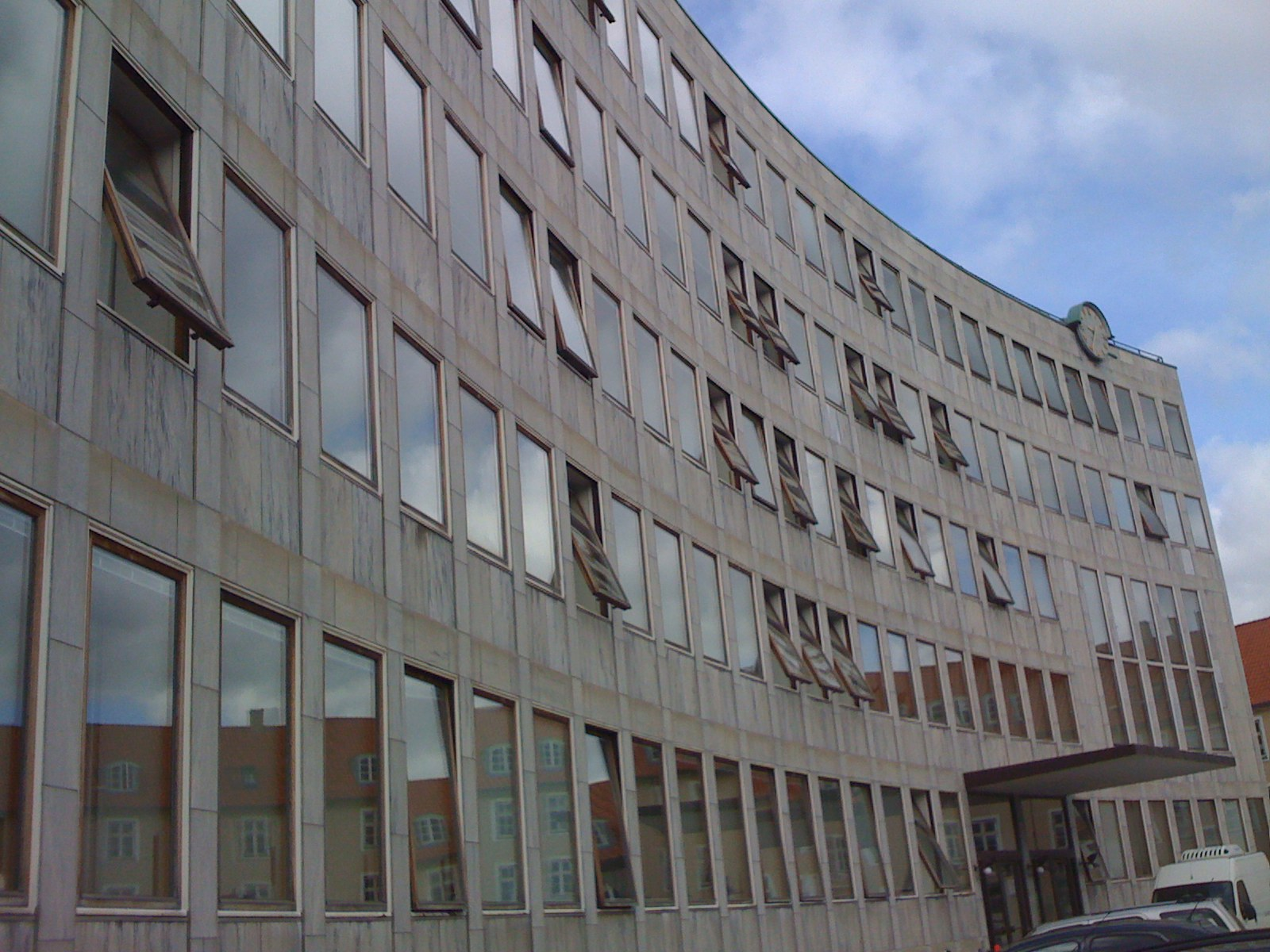
El Ayuntamiento del municipio de Lyngby-Taarbæk en Copenhague, Dinamarca.

El sector público es el conjunto de organismos administrativos mediante los cuales el Estado cumple, o hace cumplir la política o voluntad expresada en las leyes del país.
Esta clasificación incluye dentro del sector público: El poder legislativo, poder ejecutivo, poder judicial y organismos públicos autónomos, instituciones, empresas y personas que realizan alguna actividad económica en nombre del Estado y que se encuentran representadas por el mismo, es decir, que abarca todas aquellas actividades que el Estado (Administración local y central) poseen o controlan.

## Papel del sector público
Sus funciones tienen como finalidad la satisfacción de los intereses colectivos. El sector público está constituido por los tres poderes del Estado: Poder Ejecutivo, quien ejecuta las normas, el Poder Legislativo, quien hace las leyes y el Poder Judicial, quien sanciona. Está al servicio de todos y cada uno de los ciudadanos.
Los objetivos del sector público son diversos, algunos de esos son reafirmar y fortalecer la independencia como nación democrática , justa y libre en lo económico, lo político y lo cultural, proveer a la población de empleo y un mínimo de bienestar, atendiendo con prioridad las necesidades de alimentación, educación, salud y vivienda, estabilidad de los precios, promover un crecimiento económico alto, sostenido y eficiente y por último mejorar la distribución del ingreso entre las personas, los factores de la producción y las regiones geográficas.
El sector público está compuesto por el nivel nacional que son todas las instituciones dirigidas desde el poder central para todo el país, y el nivel territorial o regional que son las ubicadas en la provincia, estado o departamento, municipio, ciudad o localidad. Por ejemplo el poder ejecutivo del nivel nacional es dirigido por el jefe de Estado, presidente o primer ministro, quien tiene a su cargo todas las políticas administrativas de la nación, y el compromiso de hacer cumplir el ordenamiento legal para lo cual se sirve de todos los ministerios e instituciones que de ellos dependen. En cambio en el nivel territorial los gobernadores y los alcaldes lideran las políticas regionales de las zonas que les corresponde. El poder legislativo está en el Parlamento nacional constituido por el Senado o Cámara Alta (de los Lores en Gran Bretaña) y en muchos países además por la Cámara Baja (de los Comunes en Gran Bretaña) o de Representantes de las regiones. Tiene la misión de elaborar y promulgar las leyes, que deben estar sujetas a la Constitución Nacional.
El poder judicial está constituido por la Suprema Corte, en algunos países por otras Altas Cortes como Constitucional o la del Estado y todos los juzgados del país. Su misión es calificar el cumplimiento de todo tipo de normas y sancionar o penalizar su incumplimiento a todos los habitantes y las personas naturales (individuos) o jurídicas (empresas).
Adicional a los tres poderes forman parte del sector público las instituciones autónomas independientes que normalmente son de control de la función de los mismos funcionarios del Estado. En muchos países se cuentan entre ellas las controlarías, Ministerio Público (Procuraduría, Defensoría del Pueblo), Fiscalía y autoridades electorales. En algunos países puede que la Procuraduría y la Fiscalía estén fusionadas.
Una de las características de los funcionarios públicos es que están remunerados con las contribuciones tributarias o impuestos y otra es que sólo pueden desempeñar las tareas que están expresamente encargadas a su labor.

## Sector público en España
El sector público en España se encuentra regulado por la Ley 40/2015.
Según la Encuesta de Población Activa el número de empleados públicos en España asciende a 3 088 400 personas en el primer trimestre de 2010, representando el 13,46% de la población activa, que ascendía a 23 006 900 personas en el mismo trimestre. A continuación se detalla la evolución del número de personas que trabajan para las Administraciones Públicas, repartido por subsectores. Es importante distinguir entre funcionarios y empleados públicos. Es este último un concepto más amplio que el de funcionario, por cuanto recoge también el personal con contrato laboral de las Administraciones y las empresas públicas:
| Tipo de Administración                    | 2010 (1.er trim.) | 2009      | 2008      | 2007      | 2006      | 2005      |
| ----------------------------------------- | ----------------- | --------- | --------- | --------- | --------- | --------- |
| Total                                     | 3.088.400         | 3.065.700 | 3.029.500 | 2.913.300 | 2.908.000 | 2.868.000 |
| Central                                   | 522.100           | 509.100   | 531.600   | 517.400   | 474.600   | 482.100   |
| Seguridad Social                          | 38.100            | 35.500    | 44.600    | 46.300    | 304.000   | 376.100   |
| Comunidad autónoma                        | 1.724.100         | 1.693.100 | 1.639.900 | 1.551.600 | 1.296.300 | 1.211.200 |
| Local                                     | 655.500           | 664.000   | 650.400   | 628.600   | 629.300   | 608.100   |
| Empresa e Institución Pública             | 142.300           | 151.800   | 147.300   | 156.700   | 171.200   | 162.600   |
| Otro tipo                                 | 5.900             | 9.500     | 8.300     | 6.500     | 15.300    | 14.100    |
| No sabe                                   | 400               | 2.700     | 7.300     | 6.200     | 17.400    | 13.800    |
| Fuente:INE, Encuesta de Población Activa' |                   |           |           |           |           |           |

En realidad, España es uno de los estados de la UE con menos empleados públicos por habitante. Solo Portugal, Italia y Austria tienen menos empleados públicos por habitante que España, lo que la convierte en una de las economías con un sector público menos desarrollado de la UE.

## Sector público instrumental
Integran el sector público instrumental los siguientes entes, siempre y cuando se encuentren bajo la dependencia o vinculación de una Administración pública:
a) Los organismos autónomos.
b) Las entidades públicas empresariales.
c) Las sociedades mercantiles públicas.
d) Las fundaciones del sector público.
e) Los consorcios.
Las entidades mencionadas en las letras a) y b) del apartado anterior son organismos públicos de naturaleza institucional con personificación pública.
Las entidades mencionadas en las letras c) y d) del apartado anterior son organismos de titularidad pública de naturaleza institucional con personificación privada.
Los consorcios tienen la consideración de ente de naturaleza corporativa de base asociativa con personificación pública.
El sector público instrumental se clasifica en:
a) El sector público instrumental administrativo, integrado por los entes mencionados en las letras a) y e) anterior.
b) El sector público instrumental empresarial, integrado por los entes mencionados en las letras b) y c) anterior.
c) El sector público fundacional, integrado por las fundaciones del sector público a que se refiere la letra d) anterior.